# 김종민 (배구인)
김종민(1974년 11월 3일 ~ )은 전 대한항공의 선수이자, 현재는 김천 한국도로공사 하이패스의 감독이다.
동향 출신인 차상현 GS칼텍스 서울 KIXX 감독과는 중학교, 고등학교 시절에 함께해 온 절친 사이로 알려져 있다.

## 경력

### 선수 시절
현역 시절에는 대한항공의 원클럽맨으로, 포지션은 장광균과 비슷한 유형의 수비전문 레프트였다. 당시 대한항공의 에이스는 레프트 김종화였고, 김종민은 공격에 거의 참여하지 않았다. 거기에 대한항공 역사상 최고의 리베로 중 한 명인 최부식과 함께 디그와 서브 리시브를 책임지던 수비전문 선수였기 때문에 선수 시절 이렇다할 임팩트가 없었고, 주전이었음에도 대한항공 골수 팬들 외에는 잘 모르는 선수였다. 1999년부터 2001년까지 상무에서 군 복무를 하면서 당시 부상으로 이탈한 박희상(현 KBS N 스포츠 배구 해설위원)의 자리를 메웠으며, 삼성화재의 연승 행진을 저지하는 데 앞장서기도 했다.
2005년에 현역에서 은퇴하고 인천 대한항공 점보스의 트레이너로 전업했다가, 2006년에 리베로를 맡으며 2007년까지 1시즌 동안 잠시 선수로 복귀했다.

### 지도자 시절
잠시 리베로로 복귀했던 시즌 외에는 2006년부터 2016년까지 대한항공에서 10년 동안 트레이너·코치·감독으로 활동했다. 2012-2013 시즌 중 신영철 감독이 해임되고 서남원 코치가 사퇴하자 감독 대행을 맡으며 남은 시즌을 치렀고, 시즌 후 정식 감독으로 승격됐다. 2014년 KOVO컵에서는 대한항공의 우승을 이끌기도 했다.
2016년 2월 11일에 성적 부진으로 사퇴하면서 선수 시절부터 20년 동안 몸담았던 대한항공 팀을 떠났다. 현역 시절부터 대한항공의 정직원 신분이었던 그는 감독 사퇴 후 대한항공 김해국제공항지점으로 옮겨 현업으로 재직하다가, 2016년 3월에 한국도로공사의 감독 제의를 받으며 대한항공에서 사직했다. 도로공사의 감독을 맡은 후 2017년 KOVO컵에서는 준우승을 이끌었고, V-리그 2017-18에서는 도로공사의 창단 첫 챔피언결정전 우승을 만들어내면서 명장으로 거듭났다.

## 수상

### 감독
인천 대한한공 점보스
- KOVO컵
  - 우승 (1): 2014

김천 한국도로공사 하이패스
- V-리그
  - 우승 (1): 2017-18
  - 준우승 (1): 2018-19
- KOVO컵
  - 준우승 (1): 2017